# Pseudobryobia namae
Pseudobryobia namae är en spindeldjursart som först beskrevs av James P. Tuttle och Baker 1964.  Pseudobryobia namae ingår i släktet Pseudobryobia och familjen Tetranychidae. Inga underarter finns listade i Catalogue of Life.